# Pinasse

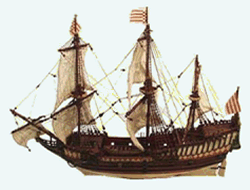
Brémai pinasse az 1700-as évekből

A pinasse Hollandiában keletkezett,  a 17. században. Három árbócán keresztvitorlás vitorlázatot hordott, a tatárbócán latinvitorlával szerelték fel, s az orrárbócon egy, esetleg két keresztvitorla lengett. Karcsúbb alakjával és kis merülésével tűnt ki. Katonai kísérő- vagy őrhajóként szolgált, ezért 8–9 ágyúval is felszerelték. Legénysége mintegy negyven főnyi tengerészből állt. Kereskedelmi célokra is kitűnően megfelelt és sok hajó vette át a nevét.